# Eculizumab
Eculizumab (Handelsname Soliris; Hersteller Alexion) ist ein monoklonaler Antikörper, der in der Behandlung der paroxysmalen nächtlichen Hämoglobinurie (PNH), von Neuromyelitis-optica-Spektrum-Erkrankungen (NMOSD) sowie der Myasthenia gravis eingesetzt wird.

## Wirkungsweise und Anwendungsgebiete
Die Paroxysmale nächtliche Hämoglobinurie ist eine seltene klonale erworbene und lebensbedrohliche Erkrankung blutbildender Stammzellen. PNH-Patienten haben einen Defekt im CD59-Protein auf der Zelloberfläche der Blutzellen. CD59 dient dabei als Ankerprotein für andere auf der Zelloberfläche vorhandene Antigene. Die Diagnose kann über den Nachweis eines signifikanten Anteils roter (Erythrozyten) und weißer Blutkörperchen (Monozyten, Granulozyten), die die über dieses Ankerprotein gekoppelten Antigene nicht aufweisen, gestellt werden. Dies geschieht mit Hilfe durchflusszytometrischer Methoden. Klinisch relevant ist bei der PNH das Fehlen bestimmter Proteine auf der Oberfläche von Erythrozyten. Durch diesen Defekt werden die roten Blutkörperchen vom Komplementsystem angegriffen und zu schnell abgebaut; dies führt zu einer Anämie.
Eculizumab wirkt, indem es an das Protein C5 des Komplementsystems bindet und die sog. terminale Aktivierung blockiert. Dadurch wird die Zerstörung der Erythrozyten vermindert und die Symptome der Krankheit werden gebessert.
Eculizumab war ursprünglich nur zur Anwendung bei der paroxysmalen nächtlichen Hämoglobinurie zugelassen, ist inzwischen aber auch zur Behandlung des (atypischen) Hämolytisch-urämischen Syndroms (aHUS) und seit August 2019 für die Behandlung der Neuromyelitis-optica-Spektrum-Erkrankungen mit AQP4-Antikörper und einer bestehenden Schubaktivität zugelassen. Eculizumab wird durch intravenöse Infusion mehrmals monatlich verabreicht.
Erfolgreich eingesetzt wurde Eculizumab bei Patienten, die im Mai 2011 an dem von dem Erreger EHEC ausgelösten hämolytisch-urämischen Syndrom erkrankten und auf die Behandlung mit Hämodialyse und Plasmapherese nicht ansprachen. Eine begleitende, nicht-randomisierte Studie ohne Kontrollgruppe ist im Herbst 2011 noch nicht abgeschlossen. Aufgrund der aktuellen Entwicklung der EHEC-Infektionen wurde am 30. Mai 2011 seitens der Deutschen Gesellschaft für Nephrologie eine Pressemitteilung ausgegeben, in welcher die Therapie mit Eculizumab als sogenannte „Rescue-Medikation“ bei Versagen der üblichen Therapieverfahren benannt wird, mit dem ausdrücklichen Hinweis, dass Nutzen und Risiko in diesem Anwendungsgebiet zum damaligen Zeitpunkt nicht seriös abgeschätzt werden könnten.
Seit 2017 ist Eculizumab für die Therapie der generalisierten Myasthenia gravis mit Nachweis von Acetylcholinrezeptor-Antikörpern (AChR-Antikörper) zugelassen. Die Zulassungserweiterung begründete sich insbesondere in den Ergebnissen der REGAIN-Studie.

## Gegenanzeigen und Nebenwirkungen
Eculizumab soll nicht angewendet werden bei bekannter Überempfindlichkeit gegen Eculizumab oder gegen murine Proteine. Eculizumab darf nicht angewendet werden bei Patienten mit bekanntem erblichen Komplementdefekt, bei nicht ausgeheilter Infektion mit Neisseria meningitidis (Meningokokken) oder bei nicht vorhandener Impfung gegen Neisseria meningitidis.
Neisseria-Infektionen sind deshalb so problematisch, weil durch den Wirkungsmechanismus von Eculizumab die Abwehr des Körpers gegen diese Bakterien eingeschränkt ist. Meningokokken können unter anderem Gehirnhautentzündung hervorrufen. Eine Meningokokkenseptikämie bei zwei Patienten war das schwerwiegendste unerwünschte Ereignis während der klinischen Studien mit Eculizumab. Infusionsreaktionen, die das Absetzen von Eculizumab erfordert hätten, wurden bisher nicht beobachtet. Eine vorherige Impfung gegen Meningokokken wird bei Gabe von Eculizumab empfohlen.
Die häufigsten Nebenwirkungen sind Kopfschmerzen, Halsentzündung, Übelkeit, Fieber, Muskelschmerz, Müdigkeit und ein Auftreten von Herpes simplex.
Bei etwa 3,5 % der japanischen Bevölkerung, aber auch bei Han-Chinesen, liegt eine heterozygote Mutation des Gens für den Komplementfaktor 5 vor mit einem Einzelnukleotid-Polymorphismus (G2654A), bei der ein Austausch der Aminosäure Arginin durch Histidin an Position 885 (Arg885His) zu einem schlechten Ansprechen auf Eculizumab bei der Therapie der Paroxysmalen nächtlichen Hämoglobinurie führt.

## Herstellung
Eculizumab ist ein humanisierter Antikörper vom Typ IgG2/4κ und wird von Lonza gentechnisch in der stabilen Maus-Myelomzelllinie NS0 hergestellt. Eculizumab wurde von dem amerikanischen Biotechnologieunternehmen Alexion entwickelt und ist seit 2007 in den USA und in der Europäischen Union als Orphan-Arzneimittel zugelassen. Es war in der Europäischen Union das erste Arzneimittel, das im zentralisierten Verfahren über ein beschleunigtes Beurteilungsverfahren zugelassen wurde.

## Kosten
Die jährlichen Kosten für Soliris betragen um die 460.000 € (Stand 2019) und das bei einer lebenslang notwendigen Behandlungsdauer.
Im Jahr 2013 galt es mit Jahrestherapiekosten von bis zu 600.000 EUR als teuerstes Arzneimittel der Welt.

## Handelsnamen
Soliris (EU, CH)
Biosimilars: Bekemv (EU), Epysqli (EU)